# The Temptations

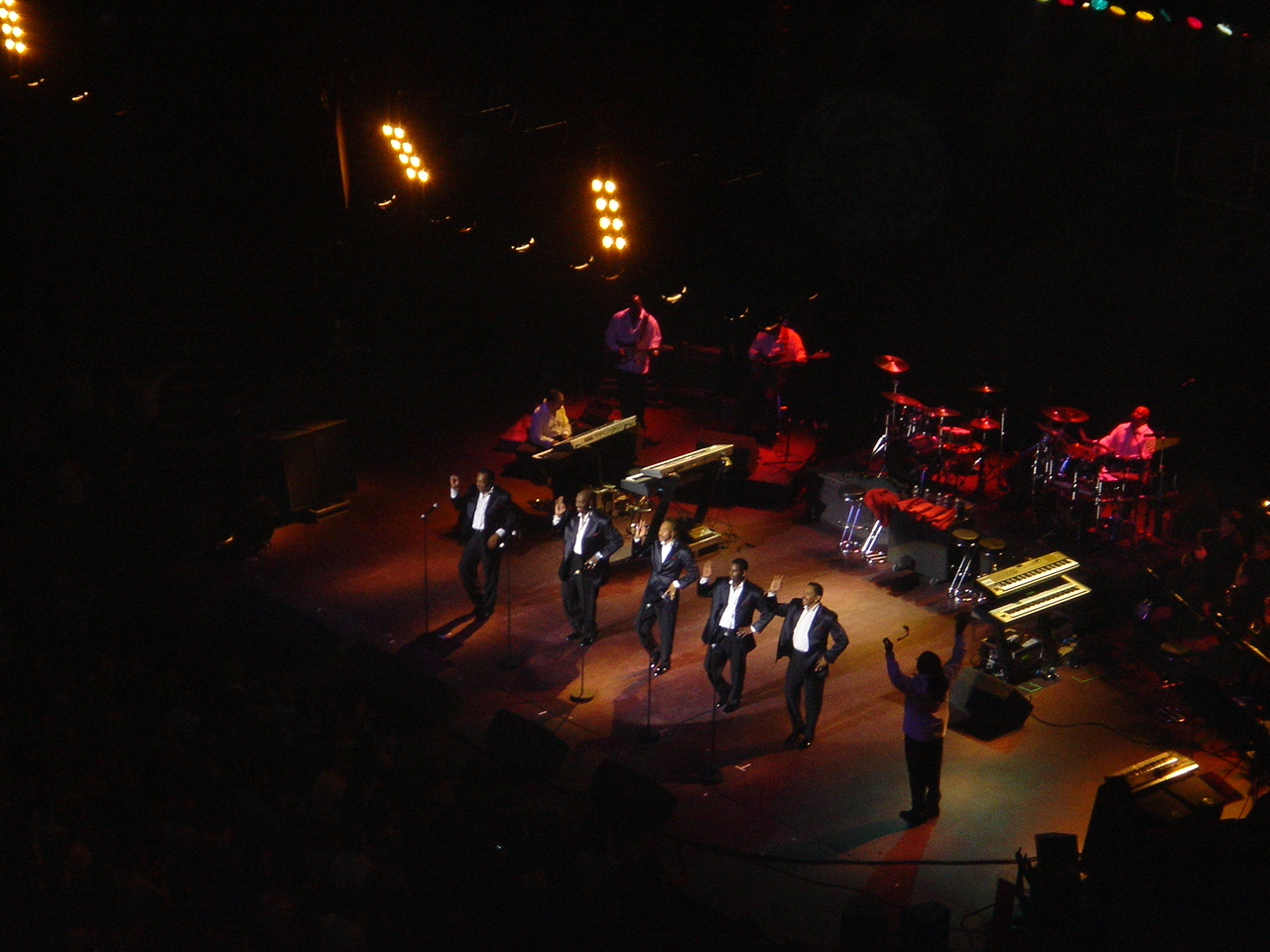
The Temptations i Royal Albert Hall 2005

The Temptations är en amerikansk vokal soulgrupp, förknippad med skivbolaget Motown. Gruppen räknas som en av de bästa manliga sånggrupperna på 1960-talet, mycket tack vare sina harmoniska melodier. De är kända för flera låtar, till exempel "My Girl", "Ain't Too Proud to Beg", "Cloud Nine", "I Can't Get Next to You" och "Papa Was a Rollin' Stone". The Temptations bildades kring 1961 i Detroit, Michigan, USA. Den var en sammanslagning mellan två olika mindre grupper. Temptations bestod i början av Otis Williams, Elbridge Bryant, och Melvin Franklin från musikgruppen The Distants, och från gruppen The Primes kom medlemmarna Eddie Kendricks, Paul Williams och Kell Osborne.

## Historik
Sångaren Otis Williams hann se The Primes uppträda precis innan den gruppen lades ner, och han var mycket imponerad av sångarna Eddie Kendricks och Paul Williams köregenskaper. En kort tid efteråt slog de ihop sig med namnet The Elgins, snabbt bytt till The Temptations. De skrev kontrakt med Motown 1961 och började ge ut skivor. Stora förändringar i gruppens uppsättning följde under åren. En av de viktigaste var att David Ruffin tog över platsen som tenor efter Bryant 1964.
Deras första år var inte särskilt framgångsrika, och de fick mellan 1961 och 1963 endast en listplacering på Billboards R&B-lista med låten "Dream Come True" 1962. I januari 1964 fick de sin första större framgång med singeln "The Way You Do the Things You Do". I december 1964 släppte Temptations singeln "My Girl" som skrivits av Smokey Robinson och Ronnie White från The Miracles. Efter några månader, i mars 1965, toppade låten Billboard Hot 100-listan och låten ses idag som deras signatursång. I och med det stora genombrottet fick gruppen många stora singelhits de kommande åren. 1966 spelade de in "Ain't to Proud to Beg" vilken blev deras genombrott i Storbritannien, och 1974 även spelades in av The Rolling Stones. Samma år hade de även framgång med låtarna "Get Ready", "(I Know) I'm Losing You" (senare även inspelad av Rod Stewart) och "Beuty Is Only Skin Deep". 1967 släpptes "I Wish It Would Rain" som de nådde #4 på Billboard Hot 100 med.
Runt 1967 hade dock de övriga Temptations-medlemmarna börjat tröttna på David Ruffins hybris-artade beteende och 1968 fick han se sig ersatt av sångaren Dennis Edwards som tidigare kort varit med i The Contours. Samtidigt blåste nya musikaliska vindar och gruppen började under deras producent Norman Whitfields ledning ta in element från den populära psykedeliska musiken i sina låtar. Ett tydligt tecken på det var singeln "Cloud Nine" från 1968 som inleddes med en fuzz-gitarr och hade en mer funkinriktad ljudbild. Samma år spelade de in en framgångsrik "duett" med The Supremes, "I'm Gonna Make You Love Me". Under åren 1969-1970 hade de stor framgång med sin "psykedeliska soul" både i USA och Storbritannien där låtar som "I Can't Get Next to You", "Psychedelic Shack" och "Ball of Confusion" blev stora hits. 1970 spelade de in låten "War" till ett av sina album som senare blev en megahit med sångaren Edwin Starr då man fann låten för politisk för ett singelsläpp med Temptations. Eddie Kendricks lämnade Temptations i november 1970 efter ett längre bråk om ledarskap över gruppen. "Just My Imagination (Running Away With Me)" blev den sista singeln han medverkade på. Kendricks hade sedan framgång som soloartist under några år. Även Paul Williams som varit med i gruppen sedan starten lämnade den 1971 på grund av personliga problem och alkoholmissbruk.
Efter en tid med mindre framgång fick The Temptations åter en jättehit 1972 med funklåten "Papa Was a Rollin' Stone" där de nya medlemmarna Damon Harris (falsett) och Richard Street medverkade. 1973 följde låten "Masterpiece" i samma fotspår och blev även den en hitlåt. Gruppens missnöje över sin producent Norman Whitfield växte dock då de ansåg att han fick styra alltför mycket över deras ljudbild. De fick en annan producent, men under de följande åren var de inte kommersiellt framgångsrika. Edwards sparkades 1976 och samtidigt lämnade man sitt gamla bolag Motown för att istället spela in åt Atlantic Records. Men efter att inte ha lyckats där heller bröts kontraktet med det bolaget 1979. 1980 kom de återigen tillbaka till Motown. Eddie Kendricks och David Ruffin återvände till gruppen 1981 och spelade med dem in albumet Reunion. Återföreningen varade dock inte särskilt länge eftersom gamla problem åter kom upp till ytan. Med den nye medlemmen Ali-Ollie Woodson fick de en av sina största framgångar på många år med låten "Treat Her Like a Lady" 1984. Woodson sparkades dock 1987 efter att ha kommit försent till inspelningar flera gånger. Dennis Edwards kom kort tillbaka innan han åter sparkades 1988.
De invaldes i Rock and Roll Hall of Fame 1989 där flera av de gamla medlemmarna medverkade på ceremonin. David Ruffin dog av en kokainöverdos 1991 och Kendricks blev diagnostiserad med lungcancer efter många års rökning. Han avled 1992. Richard Street lämnade gruppen 1993. Melvin Franklin som varit bassångare i gruppen sedan 1961 tvingades sluta 1994 på grund av sviktande hälsa. Han avled 1995. Den gamle Temptations-medlemmen Richard Street avled 2013. Otis Williams håller som enda originalmedlem fortfarande (2016) igång gruppen i dagsläget. De övriga medlemmarna idag är Willie Green (bas), Ron Tyson (falsett), Larry Braggs och Terry Weeks.

## Diskografi
- 1964 – Meet the Temptations
- 1965 – The Temptations Sing Smokey
- 1965 – The Temptin' Temptations
- 1966 – Gettin' Ready
- 1967 – Temptations Live!
- 1967 – In a Mellow Mood
- 1967 – With a Lot o' Soul
- 1968 – Wish It Would Rain
- 1968 – Live at the Copa
- 1968 – T.C.B.
- 1969 – On Broadway
- 1969 – Cloud Nine
- 1969 – The Temptations Show
- 1969 – Puzzle People
- 1970 – Psychedelic Shack
- 1970 – Live at London's Talk of the Town
- 1970 – Christmas Card
- 1971 – Sky's the Limit
- 1972 – Solid Rock
- 1972 – All Directions
- 1973 – 1990
- 1973 – Masterpiece
- 1975 – A Song for You
- 1975 – House Party
- 1976 – Wings of Love
- 1976 – The Temptations Do the Temptations
- 1978 – Bare Back
- 1978 – Hear to Tempt You
- 1980 – Power
- 1980 – Give Love at Christmas
- 1981 – The Temptations
- 1982 – Reunion
- 1983 – Surface Thrills
- 1983 – Back to Basics
- 1984 – Truly for You
- 1985 – Touch Me
- 1986 – To Be Continued...
- 1987 – Together Again
- 1989 – Special
- 1991 – Milestone
- 1995 – For Lovers Only
- 1998 – Phoenix Rising
- 2000 – Ear-Resistable
- 2001 – Awesome
- 2002 – Get Ready
- 2004 – Legacy
- 2004 – In Japan
- 2006 – Reflections
- 2007 – Back to Front
- 2010 – Still Here